# Mary Magdalene (film)
Mary Magdalene is een Amerikaans-Brits-Australische Bijbelse dramafilm uit 2018, geregisseerd door Garth Davis. De film vertelt het verhaal van het Nieuwe Testament vanuit Maria Magdalenas oogpunt gezien. De film ging in première in de National Gallery in Londen op 26 februari 2018.

## Verhaal
In de eerste eeuw ergens in Judea verlaat de jonge vrouw Maria Magdalena haar dorp en familie met traditionele gewoontes, op zoek naar een nieuwe manier van leven. Die vindt ze bij een nieuwe sociale beweging geleid door Jezus van Nazareth. Een reis die Maria maakt met de groep volgelingen van Jezus zal eindigen in Jeruzalem. Daar is ze getuige van de kruisiging van Jezus, en de eerste aan wie Jezus na zijn opstanding verschijnt.

## Rolverdeling
| Acteur                | Personage       |
| --------------------- | --------------- |
| Rooney Mara           | Maria Magdalena |
| Joaquin Phoenix       | Jezus           |
| Chiwetel Ejiofor      | Petrus          |
| Tahar Rahim           | Judas           |
| Ariane Labed          | Rachel          |
| Lubna Azabal          | Susannah        |
| Tchéky Karyo          | Elisha          |
| Charles Babalola      | Andreas         |
| Tawfeek Barhom        | Jakobus         |
| Ryan Corr             | Jozef           |
| Irit Sheleg           | Maria           |
| Sarah-Sofie Boussnina | Marta           |

## Productie
In februari 2016 werd door Universal Pictures aangekondigd dat Rooney Mara was gecast voor de titelrol Mary Magdalene. In april 2016 was Joaquin Phoenix in onderhandeling voor de rol van Jezus Christus. In juli 2016 werden Chiwetel Ejiofor en Tahar Rahim toegevoegd aan de cast voor de prominente rollen Petrus en Judas. De opnames begonnen op 3 oktober 2016 en werden afgerond op 2 december 2016. De opnames vonden plaats in Rome en de Mezzogiorno streek ten zuiden van Italië. In september 2017 werd bekendgemaakt dat Jóhann Jóhannsson en Hildur Guðnadóttir verantwoordelijk zijn voor de filmmuziek. Voor Jóhann Jóhannsson die in februari 2018 overleed was het zijn laatst uitgebrachte film waarvoor hij muziek schreef.